# PC Fútbol

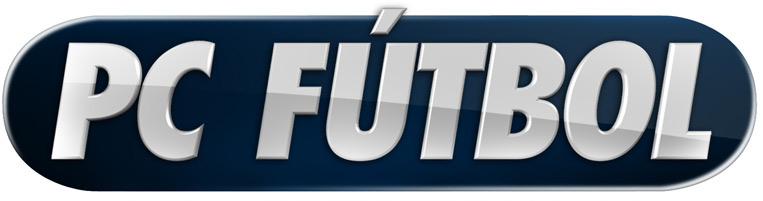
Logo del juego

PC Fútbol es una serie de videojuegos de PC basada en la gestión deportiva de un club de fútbol, creada y lanzada por la desaparecida casa de software Dinamic Multimedia desde 1992 hasta 2001. Posteriormente, las versiones 2005 a 2007 fueron desarrolladas por Gaelco Multimedia y distribuidas por Planeta DeAgostini (bajo el sello OnGames). Antes de ser lanzado PC Fútbol 2007, ya se conocía en Gaelco que sería la última entrega del producto, ya que según el acuerdo que firmaron tanto Gaelco como Planeta, había un compromiso de publicar un mínimo de 3 juegos durante el periodo 2005-2010, por lo tanto PC Fútbol 2008 nunca llegó a existir. En 2018 apareció una versión para Android e iOS por Korner Entertainment, bajo la distribuidora IDC Games, que sería la primera que no apareció en PC. 
En 2023 se anunció que se volvería a sacar una nueva versión del popular juego (PC Fútbol 2024), que finalmente fue renombrado a PC Fútbol 8 (con primera fecha de salida el 30 de abril de 2024, pero en agosto de 2024 aún no ha salido). Después de aproximadamente un año de silencio informativo, se ha anunciado una nueva fecha oficial para el lanzamiento del videojuego (PC Fútbol 8): el 23 de mayo de 2025. 
Hasta el momento, el juego cuenta con 13 ediciones: 9 de Dinamic, 3 de Gaelco Multimedia, una versión para móviles de IDC Games y una versión de Una Partida Más. El exfutbolista y presentador Michael Robinson fue la imagen del juego en casi todas sus versiones españolas.

## Historia

### El nacimiento de la serie
La serie PC Fútbol fue uno de los mayores éxitos en el mercado español desde su lanzamiento en 1992 (Simulador Profesional de Fútbol, o PC Fútbol 1.0, distribuido por Editorial Jackson) hasta el cierre de Dinamic en 2001. Las ventas se realizaron en kioscos de prensa, lo que aumentó los puntos de venta y público al que llegaba, reduciendo el IVA del producto al cultural. A partir de PC Fútbol 2.0 se agregó la imagen del exfutbolista y presentador deportivo Michael Robinson, que sería la cara visible del juego en casi todas las versiones posteriores del mismo.
Durante dicho periodo aparecieron otros títulos basados en la gestión deportiva, como la serie PC Basket, u otras versiones de PC Fútbol adaptadas a diferentes ligas extranjeras, como PC Calcio, PC Premier, la francesa o la argentina. También aparecieron tres ediciones especiales en las que se podía tomar el control de selecciones nacionales, durante el Mundial 1998 y durante las Eurocopas de 1996 y 2000 (donde lo usaban en las concentraciones algunas selecciones). Estas versiones contaban además con toda la historia de la selección española, pero no tuvieron el mismo éxito ya que la gestión quedaba bastante limitada. Además, Gremlin Interactive llegó a un acuerdo para que PC Fútbol 5.0 lo adaptaran a la liga inglesa y lo lanzó como Premier Manager 97. Igual pasó con PC Fútbol 7 que fue sacado por Gremlin Interactive como Premier Manager 98.
Tras el éxito cosechado con su primera versión, año tras año surgieron nuevas secuelas que mejoraban ligeramente su predecesor atendiendo a las sugerencias de los jugadores: corrigiendo fallos o añadiendo novedades pero sin apenas cambios de una temporada para otra. Principalmente, la serie se basaba en una versión concreta y se mejoraba todo lo posible durante varios años hasta que quedaba obsoleta, momento en el cual se desarrollaba una nueva edición repleta de novedades y una nueva interfaz. Las dos versiones que supusieron una importante evolución fueron PC Fútbol 5.0 (1996) y PC Fútbol 2000 (1999). 
Las primeras cuatro versiones fueron desarrolladas principalmente el equipo fundador de Dinamic Multimedia, con Carlos Abril a la cabeza del diseño y de la programación, Nacho Ruiz en la parte de los gráficos (excepto de la parte de simulador que fue cambiando de programador y nunca consiguió, durante los años que fue desarrollado por Dinamic Multimedia, estar a la altura del resto del producto) y su hermano Gaby Ruiz como responsable de la inteligencia artificial y testeo. Su referencia era Football Manager, lejos de Championship Manager, mejor juego mánager de fútbol del momento.
En PC Fútbol 4.0 entró como ayuda en la programación, dedicándose a la parte de base de datos y seguimiento de la liga, Marcos Jourón que sería el productor de la última versión de PC Fútbol que se hizo en la época de Dinamic Multimedia. Para PC Fútbol 5.0 el equipo se amplió pasando a ser Carlos Abril el director del proyecto incluyendo PC Fútbol 7. A principios de 1999, el socio mayoritario de Dinamic Multimedia, José Ignacio Gómez-Centurión, decide realizar una maniobra para quedarse con el 100% del estudio, del que poseía el 70% de las acciones, despidiendo a Pablo Ruiz, abandonando de inmediato la empresa sus hermanos Victor y Nacho, junto a Carlos Abril. Tras la marcha, los hermanos Ruiz y Carlos Abril forman FX Interactive. 
Gómez-Centurión era un conocido periodista, fundador de la empresa Hobby Press que fue vendida a la alemana Axel Springer en 1998 por una fuerte suma de dinero (alrededor de 10 millones de euros). Tras la venta de Hobby Press, decidió centrarse exclusivamente en Dinamic Multimedia, empresa de la que aunque era socio mayoritario, eran los socios menores los que llevaban el peso del trabajo y desarrollo de videojuegos, centrado casi en exclusiva en las sagas PC Fútbol y PC Basket. A partir de 1999, ya sin los socios minoritarios, realiza una importante ampliación de plantilla, de unos 50 a 120 trabajadores, con la intención de hacer crecer la empresa, diversificar en otros juegos que no fueran PC Fútbol, y especialmente en centrarse en la creación de portales de Internet, algo que se acabaría llamando Burbuja punto com y que a la postre significaría el final de Dinamic Multimedia.
Retornando a PC Fútbol, durante las versiones 5.0, 6.0 y 7, David Galeano fue el responsable de programación y productor de la siguiente versión (PC Fútbol 2000) después que Carlos Abril abandonase la compañía, Alberto Moreno el responsable de la parte gráfica y Marcos Jourón el responsable de la base de datos. PC Fútbol 2000 sería el primero lanzado sin los creadores de la saga, con una importante renovación gráfica, e importantes cambios en el simulador, que sin embargo quedó por debajo de lo esperado. Marcos Jourón, tras la salida de David Galeano fue el productor de la última versión (PC Fútbol 2001) de la época de Dinamic Multimedia. Alberto Moreno, mientras producía EuroTour Cycling, ayudó en la producción a Marcos Jourón y posteriormente se unió a él para formar el equipo que lo desarrolló para Gaelco Multimedia. En 2008, Alberto Moreno se unió a Carlos Abril para crear la empresa Crocodile Entertainment.
La época de Dinamic Multimedia fue la época dorada del producto y fue cuando, con PC Fútbol 6.0 y PC Fútbol 7, superaron, cada uno, las 350.000 copias vendidas.

### La quiebra de Dinamic
Tras el cierre de Dinamic Multimedia en 2001, la serie PC Fútbol quedó cancelada sin que la versión de 2002 pudiera ver la luz (así como su port para Game Boy y una versión en línea). Esta edición del simulador de 2002 lo estaba desarrollando, por vez primera, un estudio no perteneciente a Dinamic, Enigma Software, con el fin de reducir la plantilla y los costes, aunque no era un simulador nuevo, sino que el motor, IA y la parte gráfica, eran los mismos de la versión 2000 y 2001, a los que se quería dar un cambio de aires y una mejora en la simulación. Para evitar que se hubiera desperdiciado el trabajo realizado, Enigma y el resto del equipo de PC Fútbol contactó con  Ubisoft para que distribuyera el juego, sin embargo la empresa se negó. Finalmente Enigma Software convirtió el simulador de PC Fútbol 2002 en un juego de fútbol basado en el Mundial de 2002, que se distribuyó fuera de España bajo el nombre de Pro Soccer Cup, y también tuvo unas ediciones menores, como Euskal Herria Mundiala!, donde el jugador dirigía a la selección vasca a la cita internacional o Era Futbolu 2002, que fue publicado en Polonia y que recibió una buena aceptación.

### Gaelco retoma PC Fútbol
La historia de los PC Fútbol de Gaelco Multimedia y Planeta DeAgostini comienza en 2003 y de una forma muy alejada de lo que acabaría siendo. Esta nueva etapa la inicia inconscientemente Gaelco, en una época en la que las recreativas comenzaban a estar de capa caída por el auge tecnológico de videoconsolas y ordenadores, decide crear una división de videojuegos para móviles y otra para juegos de PC, creando en febrero de 2003 Gaelco Multimedia. Al poco tiempo se une a la compañía Marcos Jourón, el último director de proyecto en Dinamic Multimedia, al que se le unirían Alberto Moreno y Emilio Serrano, quienes formaron también parte de la franquicia de PC Fútbol. La idea de Gaelco: crear un juego de fútbol en línea gratuito, con microtransacciones, en el que el jugador no pudiera controlar directamente a su equipo, sino dando órdenes como un entrenador (ahí nació el modo LiMa).
Mientras continúa el desarrollo de este título en 2004, Gaelco contacta con Planeta DeAgostini por temas de distribución y experiencia en su división de videojuegos, y empiezan a torcerse las cosas. De la unión de ambas compañías se crea el sello OnGames y aparece la figura de Sergio Rincón que adquiere los derechos embargados de PC Fútbol, PC Basket y PC Ciclismo en nombre de Planeta. A partir de este momento, el empeño principal de Planeta será que el juego en desarrollo en línea pase a ser una nueva entrega de PC Fútbol casi de la noche a la mañana, y pese a las advertencias y la escasez de medios, se desarrolle en el mínimo tiempo posible. Lo que estaba siendo un desarrollo con cierto mimo, cuidado y sin presión, se transformó de la noche a la mañana en un infierno: había que rediseñar casi por completo el título, crear una IA inexistente para los equipos rivales del simulador, crear toda la parte de mánager, el punto fuerte de los PC Fútbol, y que lo hicieran casi de cero 9 personas frente a las cerca de 40 que habían desarrollado las últimas entregas en Dinamic, por lo que Alberto Moreno, una de la personas con más experiencia en la saga, decide abandonar el barco ante las sospechas, como acabarían confirmándose, que el título no iba a estar listo, ya que se plantearía una fecha inamovible de lanzamiento, el 19 de noviembre de 2004, un día antes de aquel Barcelona-Real Madrid (3-0), habiéndose invertido una fuerte suma publicitaria meses antes.
Tal y como sospechaba Moreno, PC Fútbol 2005 resultó ser un gran decepción, no solo por la gran pérdida de opciones con respecto a la versión del 2001, sino que además contaba con decenas de fallos de programación y cientos en la base de datos (bugs). El juego fue lanzado con un error sistémico que según un comunicado oficial se debía a la inclusión de dos archivos erróneos durante la grabación de las copias, por el cual al tratar de acceder al CD-ROM del juego en unidades distintas a D:/ imposibilitaban la ejecución del mismo, y que mediante la salida de parches oficiales se trataría de corregir los problemas. Después de seis parches oficiales, la versión 2.0 del título continuaba teniendo ciertos fallos de programación, aunque la base de datos fue corregida prácticamente en su totalidad, no así muchos errores de planteamiento del propio juego, como la ausencia del modo ProManager, que no hubiera pantallas del campeón o de ascensos y descensos al finalizar la liga, ni mánager entre temporadas (es decir, el último día de liga daba inmediatamente paso a la primera jornada de la siguiente temporada) y un largo etcétera.
En noviembre de 2005 Planeta lanzó al mercado el segundo PC Fútbol de Gaelco, PC Fútbol 2006. Para esta versión, que fue reprogramada en una buena parte, se había incluso puesto un teléfono de atención al cliente para llamar y aportar sugerencias e ideas. Se añadieron características clásicas de la serie desaparecidas en la versión del 2005, como la pretemporada o el modo promanager, además de la imprescindible actualización de plantillas y corrección de errores. El título volvió a ser un éxito de ventas y, una vez más, no estuvo exento de bugs. Aunque su número e importancia era muy inferior a la de su antecesor, el juego volvió a necesitar de varios parches. A pesar de todo, Gaelco consiguió un título correcto y que fue considerado aceptable tanto por la prensa como por los jugadores.
La última versión hasta el momento apareció como viene siendo habitual en noviembre de 2006. Se trata de PC Fútbol 2007, que sigue el camino marcado por la edición anterior sin casi ninguna novedad importante, pero con una interfaz más accesible y vistosa.

### Gaelco quiebra y cancela PC Fútbol 2008
En mayo de 2007, en un comunicado a la web Meristation se anunció la quiebra de Gaelco Multimedia. Los elevados costes de las licencias oficiales de las ligas de fútbol (que hasta entonces habían evitado), los costes de desarrollo en sí, el descenso paulatino de las ventas y la marcha de algunos de los máximos responsables, como Marcos Jourón, fueron las principales causas del cierre de la división.
Los derechos de PC Fútbol obraron entonces en poder de Gamick, anteriormente llamada On-Games. Esta compañía nació de la propia Planeta deAgostini y posteriormente se escindió. Los responsables de Planeta consideraron muy improbable que PC Fútbol 2008, a pesar de estar su desarrollo iniciado, pudiera ver la luz en fecha, teóricamente en septiembre de ese año. Sin embargo, la distribuidora afirmó que seguiría apostando por los títulos de gestión futbolística, y en el futuro próximo esperaban lanzar uno, ya sea bajo la licencia PC Fútbol o con un nuevo título.

### Korner Entertainment adquiere los derechos de PC Fútbol
A finales de 2009, una vez más Sergio Rincón, principal responsable de los PC Fútbol publicados por Planeta Interactive, a través de su nueva empresa Korner Entertainment, se hace con los derechos del PC Fútbol y PC Calcio con la idea volver a sacar partido de la marca.
En el mes de diciembre de 2009, como estrategia de marketing Korner Entertainment lanza en la nueva web oficial una encuesta para que los fanáticos de la saga den su opinión de hacia dónde quieren que se dirijan las nuevas versiones.
A principios de 2010 Korner Entertainment anuncia la adquisición de los derechos del también conocido PC Basket (un juego similar a PC Fútbol ambientado en el mundo del baloncesto), y poco después publica PC Fútbol Liga Trivia.

### FX Interactive prepara su alternativa: FX Fútbol
En febrero de 2013, surge un rumor en Twitter a través de un influyente periodista deportivo de que FX Interactive, contando con parte del equipo original del juego, lleva un año trabajando en un manager de fútbol fiel a la esencia original de PC Fútbol. Este rumor es indirectamente confirmado por Carlos Abril, diseñador y programador jefe original de la franquicia, también mediante Twitter. Aparentemente, el título no formaría parte de la franquicia al ser los derechos propiedad de Korner, siendo el nombre del nuevo juego FX Fútbol.
Desde entonces, con un equipo liderado por los creadores originales de PC Fútbol -los hermanos Ruiz-, FX Interactive publicó varias versiones: FX Fútbol 1.0, FX Fútbol 2.0, FX Fútbol 2015 y Football Club Simulator (lanzado exclusivamente a través de Steam y FX Store en numerosos países). Este último es actualizado mensualmente desde 2017 y actualmente va por la versión 18.

### PC Fútbol 18, primer juego para móvil
En octubre de 2017 Korner Entertainment anunció el relanzamiento del juego PC Fútbol junto con la distribuidora española IDC Games. El lanzamiento sería a principios de 2018, y sería la primera vez que un juego de la saga PC Fútbol abandonaría la plataforma PC para estar disponible en otras plataformas, como son los dispositivos móviles Android e iOS.
En febrero de 2018 se publicó "PC Fútbol 18" para los dispositivos Android e iOS, publicado por el estudio IDC Games.
No obstante, a pesar de presentar una interfaz parecida a la de títulos anteriores y contar de nuevo con la imagen de Michael Robinson, el juego fue un fracaso absoluto. Estaba lleno de errores, con unos menús en los que nunca se podía saber si donde se pinchaba se obtendría respuesta, haciendo el juego prácticamente injugable, con un precio muy inferior a los anteriores juegos (9,99€).

### PC Fútbol 8 (Anteriormente "PC Fútbol 2024")
En marzo de 2023 se anunció el regreso de PC Fútbol por parte de una empresa de reciente creación (Una Partida Más), dedicada exclusivamente al desarrollo de este videojuego. El juego inicialmente se iba a llamar PC Fútbol 2024 y se planificó para salir a la venta en diciembre de 2023, iniciando una campaña de preventa en la página web Pc Componentes. Tras numerosas críticas (debido fundamentalmente por la poca información revelada acerca de cómo iba a ser el videojuego, incluyendo incluso acusaciones de "estafa"), los creadores decidieron cancelar las reservas (devolviendo el importe a los que las habían adquirido) y seguir el desarrollo del videojuego fuera de los focos mediáticos, postponiendo sine die la fecha de lanzamiento.
En marzo de 2024, tras mucho tiempo sin aparecer noticias acerca de la nueva versión, se anunció en el Twitter y página oficial del videojuego la fecha de salida definitiva: 30 de abril de 2024. Además, fue rediseñado el logo y renombrado el videojuego, que pasará a llamarse PC Fútbol 8 (retomando la forma de nombrarlo de las versiones de los años 90).
Una vez más y a tan solo 5 días de la salida del juego, cancelan el lanzamiento del 30 de abril y comunican que se retrasa hasta el día 17 de mayo, una decisión sin precedentes.
De nuevo, poco antes del 17 de mayo, se volvió a cambiar la fecha de lanzamiento al 7 de junio, alegando que esta vez sería inaplazable. Debido al tenso ambiente en redes sociales y acusaciones de que el juego realmente no existía, Una Partida Más anunció que publicaría una serie de videos de gameplay durante la semana previa al 7 de junio. Nuevamente no se cumplió la publicación del video de gameplay, sino que se mostró una especie de vídeo de "como se hizo" el videojuego. El resto de videos prometidos tampoco llegaron, sin ningún comunicado por parte de la empresa.
El 2 de Junio, se presenta un nuevo comunicado en la cuenta oficial de Pc Fútbol 8 en el que decía "Estamos teniendo problemas para realizar la compilación después de solucionar los errores del otro día. Os pedimos un poco de paciencia. Es un proyecto enorme y necesitamos encontrar el problema. Gracias."
Ese comunicado fue revelador en el sentido de que no existía una compilación funcional para publicarla en Steam, teniendo en cuenta que el período de revisión de las compilaciones por parte de la plataforma, es de entre 3 y 5 días.
El 7 de junio de 2024, coincidiendo con la cuarta fecha de lanzamiento prometida en Steam, se filtra un nuevo comunicado de la empresa enviado por correo electrónico a los que precompraron la clave de Steam antes del lanzamiento con un descuento publicitado en la web de Pc Fútbol 8. Por lo demás el silencio en las redes sociales y la página de Steam continuaron sin cambios. En resumen, en el comunicado se decía que el juego se volvía a retrasar porque habían detectado nombres indebidos en los créditos del juego, tales como el nombre del Presidente del Gobierno "Pedro Sánchez Castejón", y juegos de palabras ofensivos. Esto desató finalmente una vorágine de reproches en las redes sociales y foros, así como más devoluciones masivas de los precompradores que mantuvieron la esperanza en que el producto fuese lanzado en la, una vez más, fecha prometida.

## Temática
El objetivo principal del videojuego consiste en dirigir un equipo de fútbol. El jugador puede encarnar el papel del mánager, dirigir las cuentas, planificar las alineaciones, tácticas o remodelar el estadio.
En el modo manager se puede elegir cualquier equipo de todas ligas disponibles, mientras que en el modo promanager el jugador empieza en el paro con ofertas de equipos de la división más baja de cada país. Poco a poco, alcanzando los objetivos marcados por la directiva se consigue reputación, que permite con el tiempo ser contratado por mejores clubes.

## Errores PC Fútbol 2005 y 2006
De los numerosos fallos que tenía la versión de 2005, algunos no pudieron ser corregidos y se mantuvieron en la edición de 2006. Estos son unos ejemplos:
- En las competiciones con partidos de ida y vuelta, como la Copa UEFA, el algoritmo para calcular que equipo se clasificaba era erróneo, lo cual producía que ciertas veces se clasificara el equipo eliminado y no el justo vencedor.

- El jugador puede recibir ofertas de equipos filiales por sus jugadores, incluido su propio filial. Por ejemplo, manejando el Valencia puede recibir ofertas del Valencia B. Si vende el jugador, además de ganar dinero puede volver a promocionarlo al primer equipo de forma gratuita.

- Existen equipaciones erróneas. Pese a que el juego dispone de las licencias de la FIFPro y la LFP, ciertos equipos de la mismísima Primera División no llevan los colores oficiales de su vestimenta. Por poner ejemplos, el Valencia juega con los mismos colores que el Real Madrid (totalmente de blanco) y el Celta de Vigo con los mismos colores que el Deportivo (camiseta blanquiazul), el Hércules en las versiones 5 y 6 aparecía con una camiseta y unos colores que no eran los correspondientes al equipo. Además, el juego no cuenta con un algoritmo que distinga las vestimentas, pudiéndose dar el caso de que en un partido puedan saltar al campo equipos con una equipación idéntica.

- Resulta casi imposible vender un jugador en los equipos manejados por el usuario. Incluso siendo suplentes, sin entrenar, estando cedible y/o transferible y recibiendo ofertas 3 veces superiores a su sueldo, el jugador no se moverá del club.

- Al pasar varias temporadas, las ofertas recibidas por los derechos de televisión y los patrocinadores llegan a ser ridículas, llegando a ser por ejemplo de 3.800 euros cuando en la primera temporada eran de 500.000.

- Al realizar ofertas de contratación a jugadores de otros equipos estos suelen rechazar la cláusula de rescisión a poco que sea alta, dándose el caso de tener que ofrecer una cláusula mucho menor al propio coste del traspaso. No obstante, una vez fichado se le puede ofrecer al jugador sin problemas una renovación con una cláusula de rescisión astronómica.

- Los jugadores que son sustituidos en el descanso en el modo resultado, podían marcar goles como si estuviesen todavía en el campo y también podían ser amonestados.

- Era normal ver en el modo resultado, goles marcados por los porteros, así como también recibían tarjetas muy a menudo.

## Otros datos
- Michael Robinson fue la cara y la voz de la versión española del juego durante las etapas de Dinamic (desde PC Fútbol 2.0 hasta PC Fútbol 7, ambos inclusive) y Gaelco (PC Fútbol 2005, 2006 y 2007). También lo fue en la versión para móviles, PC Fútbol 18.

- Hubo un intento en el año 2000 de sacar una versión para la consola portátil Game Boy Color de Nintendo, e incluso se llegó a concebir una demo, pero finalmente el proyecto quedó cancelado.[25] En la demo se puede ver que el juego era básicamente de arcade y muy similar a Sensible Soccer, otro de los juegos de fútbol predominantes de la época.

- Es el primer juego en incorporar el sistema vLiMa, que significa Virtual Live Manager (Mánager virtual en vivo).

- PC Fútbol 2005 fue el juego más vendido del año en PC, pero también el más devuelto.

- Las últimas versiones, aun siendo muy pobres en su parte off-line, han dado mucho juego en la parte en línea. Tal es el caso, que varios usuarios crearon en enero de 2005 una Liga virtual, que hoy en día se denomina LOPCF (Liga en línea de PC Fútbol).

- La comunidad PCFutbolMania a día de hoy ha seguido actualizando las plantillas de todo el juego de la versión PC Fútbol 2001 a través de una actualización llamada PCF Revolution.

## Juegos de la saga
Estos juegos son los de la serie principal. No se incluyen las actualizaciones ni las versiones de otras ligas, como PC Calcio, ni tampoco las versiones de PC Fútbol Selección Española. Tampoco se incluyen los juegos de la serie FX Fútbol.
- Simulador Profesional de Fútbol, considerado como PC Fútbol 1.0 (Dinamic Software)
- PC Fútbol 2.0 (Dinamic Multimedia)
- PC Fútbol 3.0 (Dinamic Multimedia)
- PC Fútbol 4.0 (Dinamic Multimedia)
- PC Fútbol 5.0 (Dinamic Multimedia)
- PC Fútbol 6.0 (Dinamic Multimedia)
- PC Fútbol 7 (Dinamic Multimedia)
- PC Fútbol 2000 (Dinamic Multimedia)
- PC Fútbol 2001 (Dinamic Multimedia)
- PC Fútbol 2005 (Gaelco)
- PC Fútbol 2006 (Gaelco)
- PC Fútbol 2007 (Gaelco)
- PC Fútbol 18 (IDC Games y Korner Entertainment)
- Pc Fútbol 8 (Una Partida Más) (Sin posibilidades o muy pocas de salir)

## Juegos similares
- FX Fútbol (FX Interactive)
- Football Manager (Sports Interactive)
- Championship Manager (Eidos Interactive)
- FIFA Manager (EA Sports)
- Manager De Liga (Codemasters)
- Manager FDF (VigoSquare)

### En línea
- PcLiga (PcLiga)
- Sokker Manager
- Hattrick